# Rut Arnfjörð Jónsdóttir
Rut Arnfjörð Jónsdóttir, née le 15 juillet 1990 à Reykjavik, est une handballeuse internationale islandaise. Elle joue pour l'Équipe d'Islande de handball féminin.

## Carrière
Elle a commencé sa carrière au club HK Kópavogur. Elle change de club en 2008 et part au Team Tvis Holstebro, avec lequel elle devient finaliste de la coupe EHF en 2011 (remportée par le FC Midtjylland Håndbold). Rut Arnfjörð Jónsdóttir a participé au championnat du monde junior 2008 en Macédoine et y atteint la 13e place avec l'Islande. Depuis, elle a également participé au Championnat d'Europe de 2010, au Championnat du monde de 2011 et Championnat d'Europe de 2012.
Jónsdóttir Rut participé au championnat du monde junior en Macédoine en 2008, lorsque l'Islande est venu sur un 13 l'espace. Depuis, elle a participé au Championnat d'Europe en 2010, la Coupe du Monde 2011 [3] et le Championnat d'Europe en 2012.

## Palmarès
compétitions internationales
- vainqueur de la coupe EHF en 2013 (avec TTH Holstebro) et 2019 (avec Team Esbjerg)

compétitions nationales
- championne du Danemark en 2019 (avec Team Esbjerg)
- vainqueur de la coupe du Danemark en 2018 (avec Team Esbjerg)